# GTFO
«GTFO» (аббревиатура от «Get the fuck out») — песня американской певицы Мэрайи Кэри, выпущенная 13 сентября 2018 года лейблом Epic Records в качестве первого промосингла с пятнадцатого студийного альбома Caution. Авторы композиции — Мэрайя Кэри, Бадрайя Бурелли, Портер Робинсон; Пол Джеффрис и Джордан Мансвелл помимо соавторства, также являются продюсерами. В песне использован семпл «Goodbye to a World» с дебютного альбома Портера Робинсона Worlds.

## Предыстория
«Мне хотелось подарить своим фанатам и всем остальным беззаботное ощущение от прослушивания первого трека, который в полной мере отражает настроение альбома»
В 2018 году Мэрайя Кэри подписала контракт с компанией Live Nation Entertainment, взявшей обязательства по организации серии концертных выступлений певицы «The Butterfly Returns» в Лас-Вегасе на период 2018—2019 годов. В сентябре после завершения первой части тура певица анонсировала выход нового альбома к концу года. 21 сентября Мэрайя стала хедлайнером фестиваля iHeartRadio Music Festival, где впервые выступила перед зрительской аудиторией с новой песней «GTFO».

## Музыкальный видеоклип
Премьера музыкального видеоклипа, режиссёром которого является Сара МакКолган, состоялась 14 сентября 2018 года на канале Vevo.

## Чарты
| Недельные чарты (2018)                           | Высшее место |
| ------------------------------------------------ | ------------ |
| France Downloads (SNEP)                          | 98           |
| Greece Digital Songs (Billboard)                 | 5            |
| Венгрия (Single Top 40)                          | 13           |
| Spain Physical/Digital (PROMUSICAE)              | 6            |
| Великобритания (OCC UK Singles Downloads)        | 74           |
| US R&B Songs (Billboard)                         | 23           |
| US R&B/Hip-Hop Digital Singles Sales (Billboard) | 19           |

## Хронология выпуска
| Страна | Дата             | Формат           | Лейбл |
| ------ | ---------------- | ---------------- | ----- |
| США    | 13 сентября 2018 | Цифровой контент | Epic  |